# Reef
Reef és una marca de calçat i roba creada per dos germans argentins, Fernando i Santiago Aguerre, el 1984 al barri de La Jolla de San Diego. Les seves xancletes i bambes són populars entre la comunitat surfista i els amants de la platja. El 2005, Reef va ser adquirida per VF Corporation i, posteriorment, va ser venuda a The Rockport Group el 2018.